# Genderen
Genderen est un village néerlandais de 1 722 habitants (2012), situé dans la commune d'Altena dans la province du Brabant-Septentrional, dans le Pays de Heusden et d'Altena
Genderen est située sur la rive droite de la Bergsche Maas.

## Histoire
La commune de Genderen était composée des villages de Genderen, Eethen et Heesbeen, et elle a porté plusieurs noms au cours du XIXe siècle : Eethen, Genderen en Heesbeen puis Heesbeen, Eethen en Genderen.
Du 19 septembre 1814 au 10 février 1815, la commune était rattachée administrativement à la province de la Hollande-Méridionale. Le nom fut officiellement changé en Heesbeen, Eethen en Genderen, le 8 mai 1819. Tout au cours du XIXe, le nom de la commune est très instable et plusieurs instances officielles n'utilisent pas tous le même nom. À partir du 1er août 1908 le nom fut simplifié en Genderen. En 1923, elle fusionna avec Meeuwen et Drongelen dans la nouvelle commune d'Eethen. 

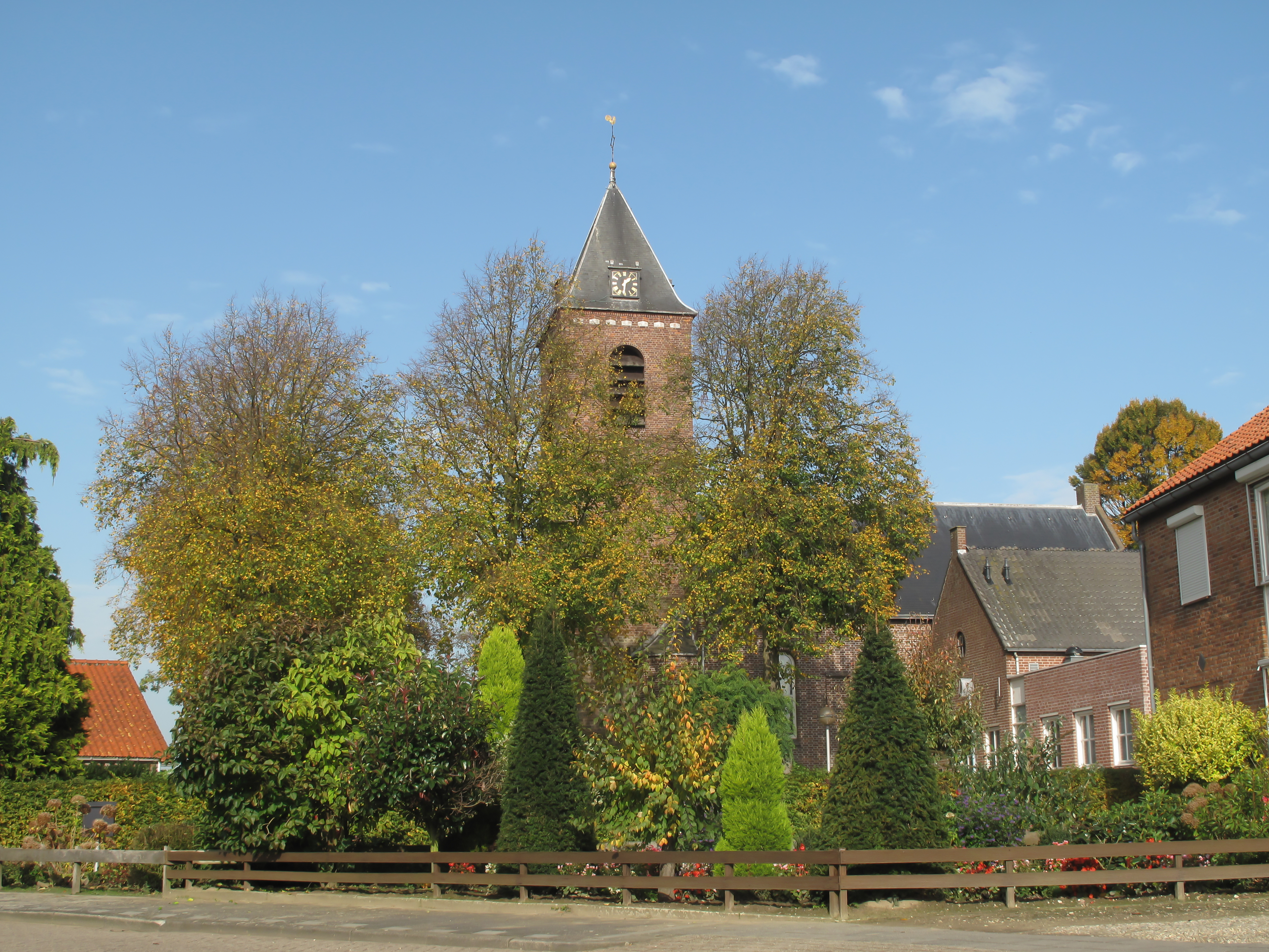
Genderen, église protestante